# Марциновский, Антоний
Антон (Антоний) Марциновский (1781—1855) - русский издатель и журналист.

## Биография
Родился в 1781 году в городе Радошковичи Российской империи (ныне Молодечненский район, Минская область, Республика Беларусь). 
Окончил Минскую гимназию и Виленский университет. 
Был одним из организаторов Виленского общества печатников и Общества шубравцев. Основал частную типографию, откуда вышло более 400 названий книг различных отраслей знаний. Редактировал газету Виленский вестник (1815—1839). Также издавал и редактировал польско-литовский журнал «Виленский дневник» (1819—1830), с которым сотрудничал М. И. Балинский; в журнале печатались известия о новых русских книгах, переводы материалов из русских журналов. Также участвовал в составлении «Сборник древних грамот городов Вильнюса, Каунаса …». Напечатал несколько статей о виленских древностях в «Журнале министерства народного просвещения»; издал «Литовскую историю» Теодора Нарбута.
В 1822 году И. Н. Лобойко писал в одном из писем: «Мациновский просвещенный и умный человек и весьма старается о достоинствах своего журнала».